# Frans De Haes
Franciscus Theophilis „Frans” De Haes (ur. 28 lipca 1899 w Antwerpii, zm. 4 listopada 1923 tamże) – belgijski sztangista. Złoty medalista olimpijski z Antwerpii.
Brał udział w igrzyskach w 1920 roku w Antwerpii. Zdobył wówczas złoty medal w podnoszeniu ciężarów w kategorii piórkowej (do 60 kg). W swojej karierze pobił jeden rekord świata.
Jego starszy brat Louis De Haes był również sztangistą. Na igrzyskach olimpijskich w Antwerpii startował w tej samej kategorii wagowej, zajmując 7.–8. miejsce.